# NGC 3643
NGC 3643 ist eine Linsenförmige Galaxie vom Hubble-Typ SB0/a im Sternbild Löwe auf der Ekliptik. Sie ist schätzungsweise 73 Millionen Lichtjahre von der Milchstraße entfernt und hat einen Durchmesser von etwa 25.000 Lichtjahren.

Im selben Himmelsareal befinden sich u. a. die Galaxien NGC 3640, NGC 3644, NGC 3641, NGC 3647.
Das Objekt wurde am 22. März 1865 von Albert Marth entdeckt.